# Lignon du Forez
Il Lignon du Forez, noto anche con il nome di Lignon de Chalmazel è un fiume del dipartimento della Loira, nella regione Alvernia-Rodano-Alpi, e un affluente della Loira.
Non deve essere confuso con il Lignon du Velay, affluente della Loira alla diva destra, che confluisce a monte.

## Geografia
Il fiume si sviluppa su una lunghezza di 58.1 km.
Il Lignon du Forez nasce nei Monti del Forez, a un'altezza di 1490 metri s.l.m., tra il Procher (1540 metri s.l.m.) e Pierre-sur-Haute (1634 metri s.l.m.). il picco più alto dei Monti del Forez. Esso si forma grazie alla confluenza di un gran numero di ruscelli. Le sorgenti di questi ultimi sono ripartite sui territori dei comuni di Saint-Bonnet-le-Courreau, Sauvain, Chalmazel e Jeansagnière. Esso attraversa la piana del Forez, della quale segna il paesaggio prima di confluire a Feurs, a un'altezza di 322 metri s.l.m., nella Loira, che, secondo le parole di Honoré d'Urfé nell'L'Astrea, "lo trasporta come tributo nell'oceano".

## Comuni e cantoni attraversati

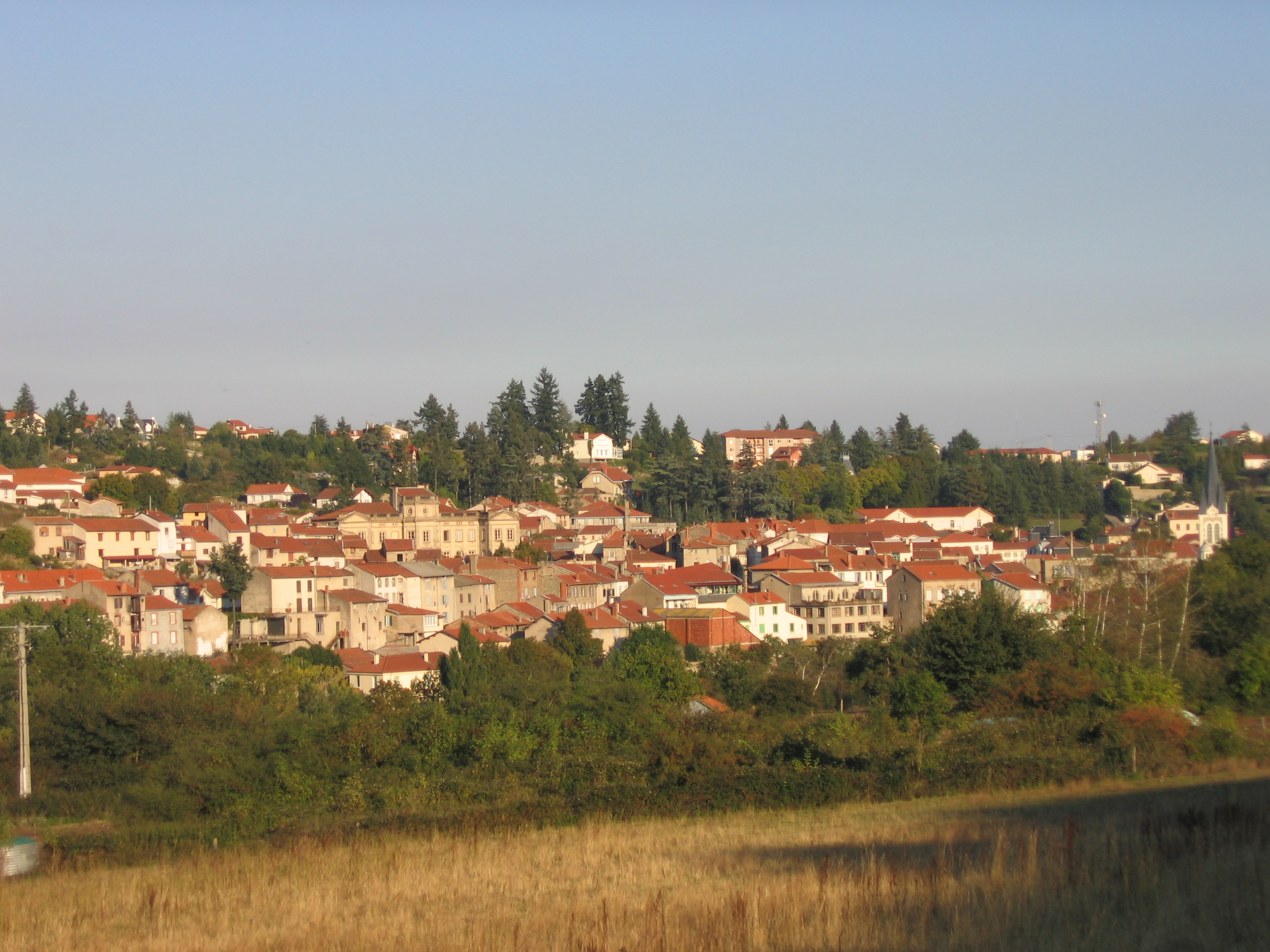
Veduta generale di Boën, una delle città attraversate.

Nel dipartimento della Loira il Lignon attraversa 17 comuni in tre cantoni:
- Chalmazel (sorgente), Jeansagnière, Sauvain, Saint-Georges-en-Couzan, Saint-Bonnet-le-Courreau, Sail-sous-Couzan, Saint-Sixte, Leigneux, Boën, Trelins, Marcoux, Sainte-Agathe-la-Bouteresse, Montverdun, Saint-Étienne-le-Molard, Poncins, Cleppé e Feurs (confluenza).

In termini di cantoni il Lignon nasce nel cantone di Saint-Georges-en-Couzan, attraversa il cantone di Boën e sfocia nel cantone di Feurs.

## Affluenti
Il Lignon ha 28 affluenti riconosciuti tra i quali (rd= destra orografica; rs=sinistra orografica):
- il Vizézy (rd), 38.5 km;
- il Drugent (rd) 11 km[3];
- l'Anzon (rs) 30 km;
- il Chagnon (rs) 10.9 km[4];
- il Canale del Forez (rs) 22.3 km;
- il Béal (rs) che è un defluente verso la Loira.

## Idrologia

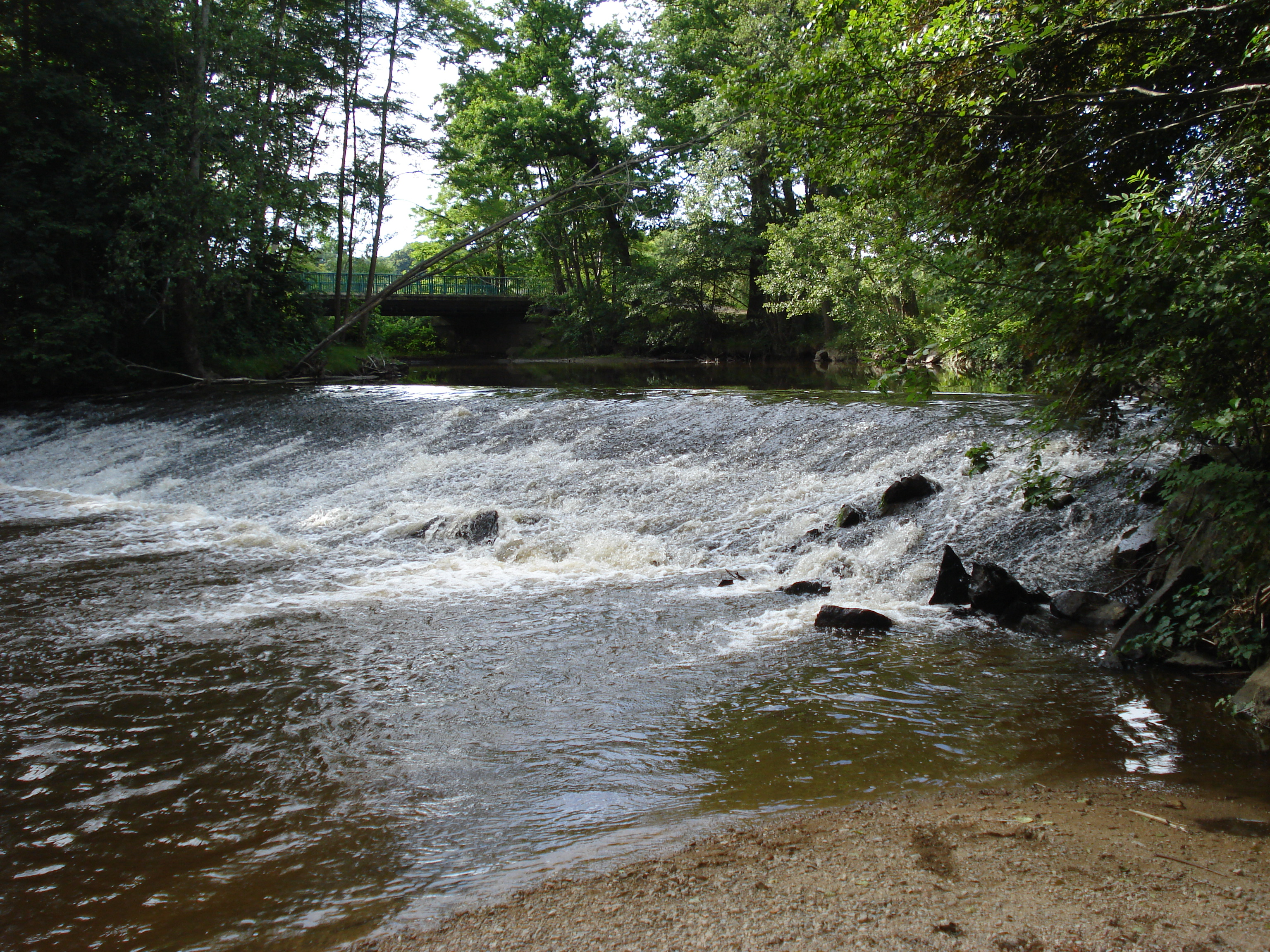
Il Lignon du Forez, uno sbarramento nel comune di Sainte-Agathe-la-Bouteresse.

Il Lignon du Forez è un fiume molto ricco di acque. La sua portata è stata osservata, per un periodo di 38 anni, a Poncins, località del dipartimento della Loira, situata a livello del suo sfocio nella Loira. Il bacino versante del fiume è di 664 km2.
Il modulo del fiume a Poncins è di 8.33 m/s. Le Lignon du Forez presenta delle fluttuazioni stagionali, con periodi di piena in inverno-primavera, da dicembre a maggio inclusi, che portano il livello di portata mensile media da 10,5 a 13,1 m s.l.m. (con un massimo in dicembre-febbraio) e dei periodi di magra da luglio a settembre, con un minimo mensile di 2,8 nel mese di agosto.
Il Volume Consecutivo Minimale per tre giorni (VCN3) può calare fino a 0,3 m3/sec, nei casi di periodi quinquennali di secca.
Le piene possono essere relativamente importanti essendo date dalla limitatezza del suo bacino versante. La Quantità Istantanea Massimale (QIX) 2 e la 5 valgono rispettivamente 70 e 99 m3/sec. Il QIX 10 è di 118 m3/sec, il QIX 20 di 130 m3/sec. e il QIX 50 giunge a 150 m3/sec.
La portata massima giornaliera registrata è stata di 220 m3/sec il 14 febbraio 1990. Riguardo poi alla portata massima istantanea, è stata di 305 m3/sec il 2 novembre 2008.
Il Lignon du Forez è alimentato da precipitazioni sufficienti soprattutto nella parte superiore del suo bacino. La lama d'acqua che discende nel suo bacino versante è di 396 millimetri annui, superiore al valore medio della totalità media dei bacini di tutta la Francia, mentre la media della totalità del bacino della Loira è di 244 millimetri a Montjean-sur-Loire.
La portata specifica (QSP) è di 12.5 litri al secondo e per chilometro quadrato di bacino.

## Opere
Lungo il suo corso si trovano tre stazioni idrologiche:
- a Chalmazel - codice stazione K0733220
- a Böen - codice stazione K0753210
- a Poncins - codice stazione K0773220

Sul Lignon, vi sono inoltre lo sbarramento di Pontabouland, la centrale elettrica di Rory, lo sbarramento di Vaux e quello di la Baume.
Il Lignon passa sotto l'autostrada francese A72.
Sul Lignon si può praticare il kayak.

## Letteratura
Il Lignon du Forez compare nella trama de L'Astrea, di Honoré d'Urfé, per la quale esso può essere considerato come un protagonista a tutti gli effetti. L'autore gli dedica parecchie descrizioni, per la maggior parte molto elogiative. Ad esempio, questa tirata di Astrea, che dichiara:
(tratto da: Honoré d'Urfé, L'Astrea)
Il Lignon è teatro di diversi episodi del libro, come nel momento in cui Céladon pare immergersi con le braccia incrociate nel fiume (il salto di Céladon). Si può aggiungere che il Lignon, non essendo cambiato significativamente dopo la pubblicazione de L'Astrea, si trova a essere estremamente propizio all'incanto del romanzo in questione.

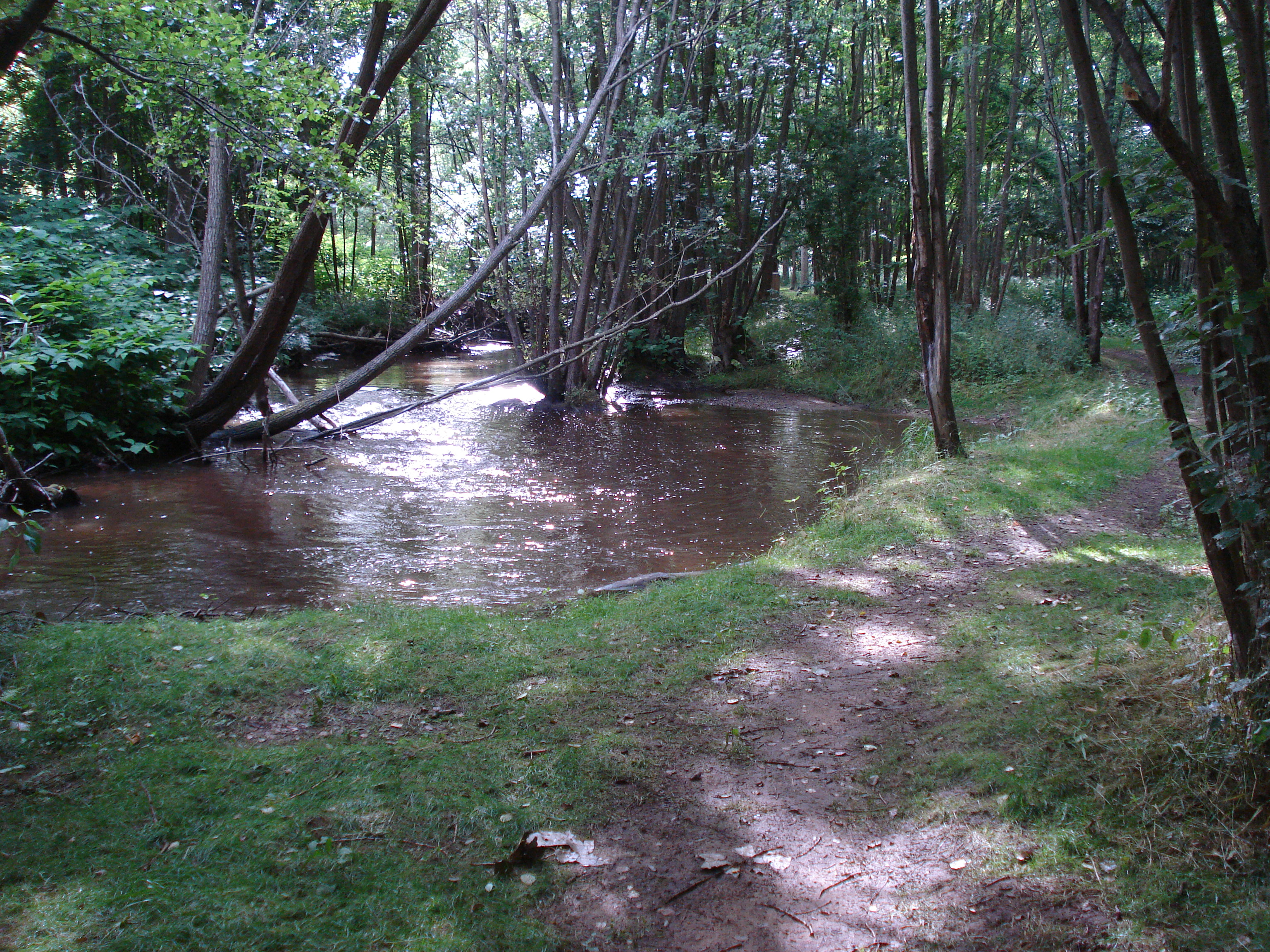
Chemins de l'Astrée, Il Lignon.
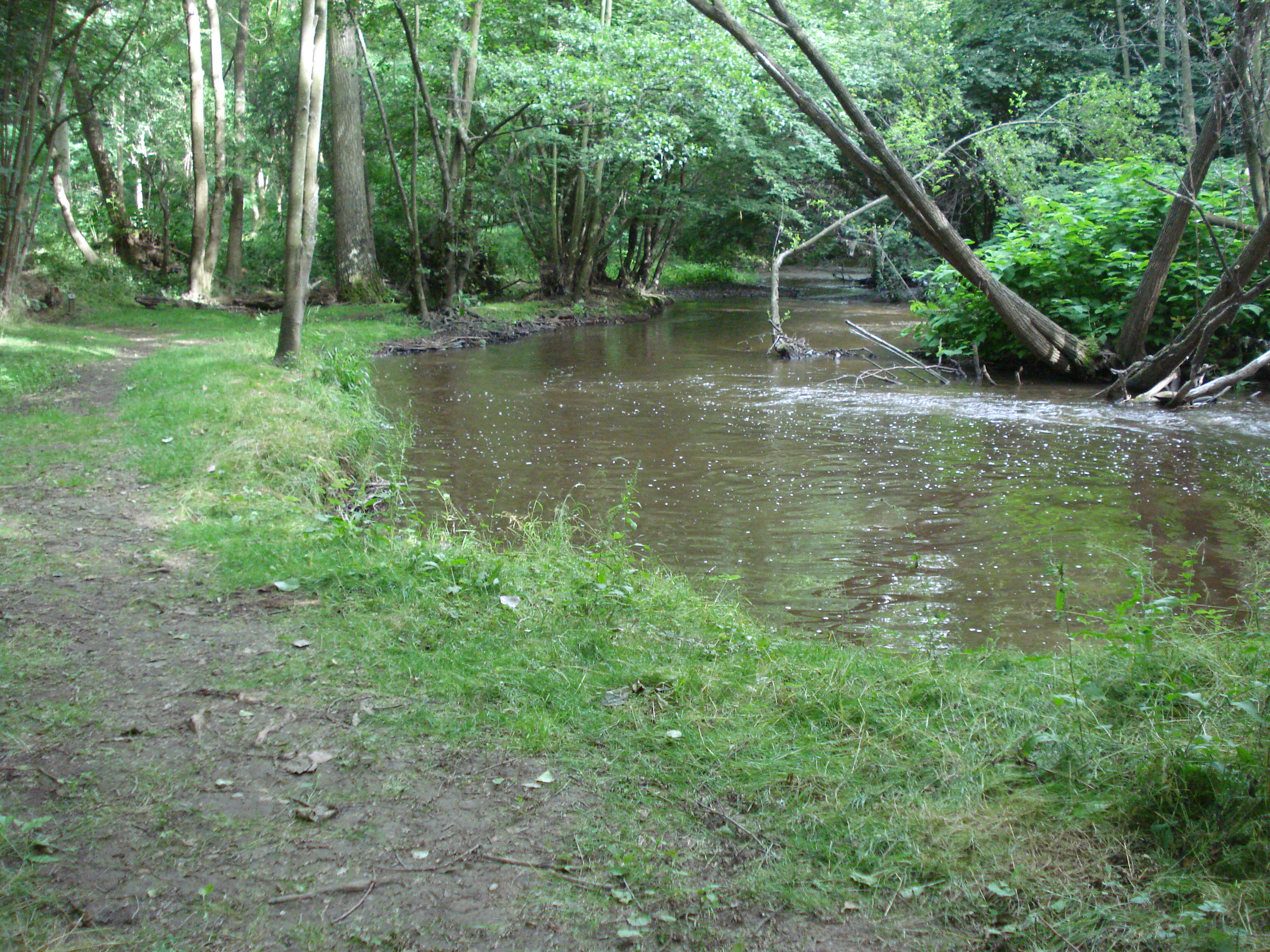
Chemins de l'Astrée, Il Lignon.
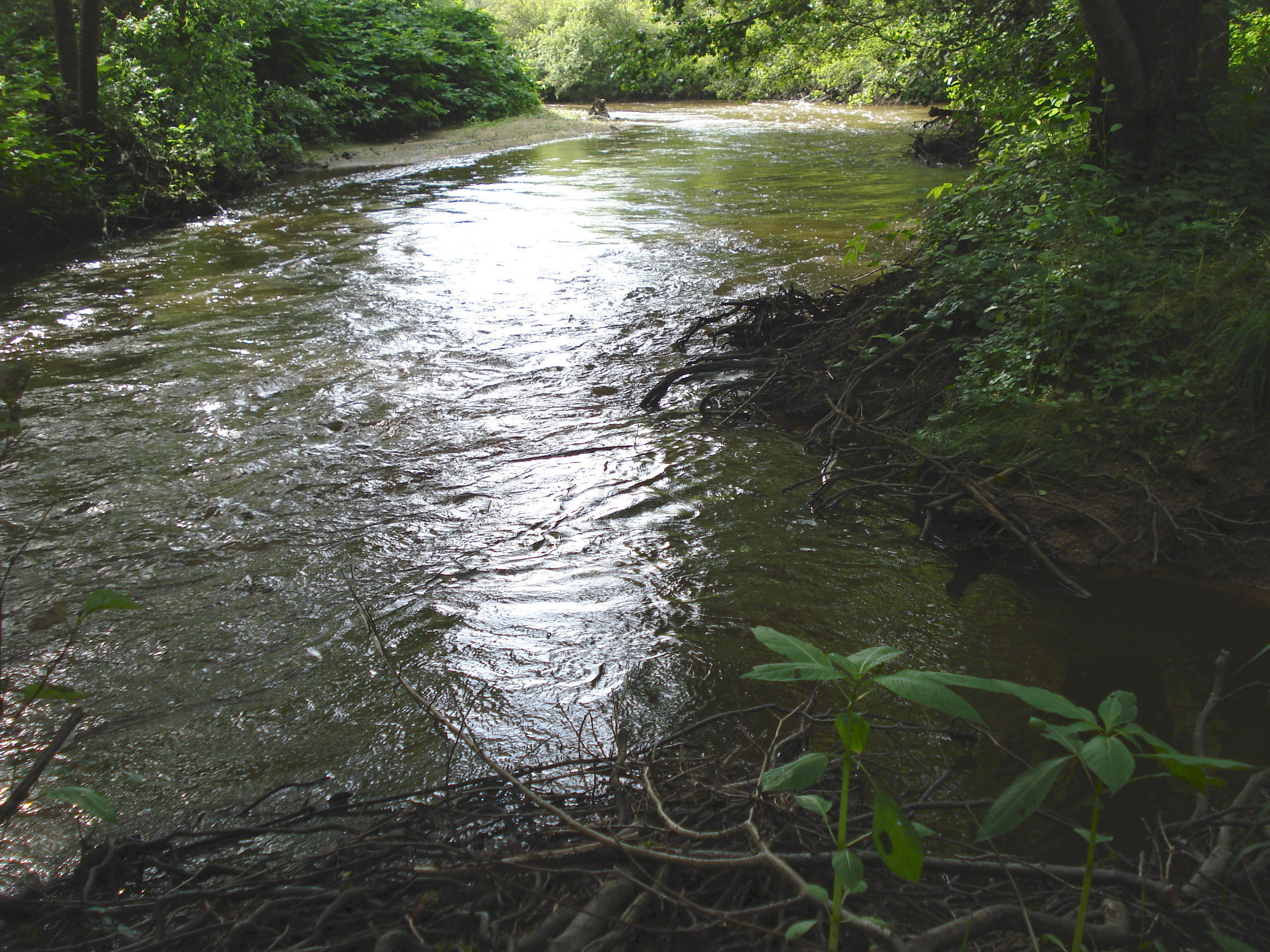
Chemins de l'Astrée, Il Lignon.
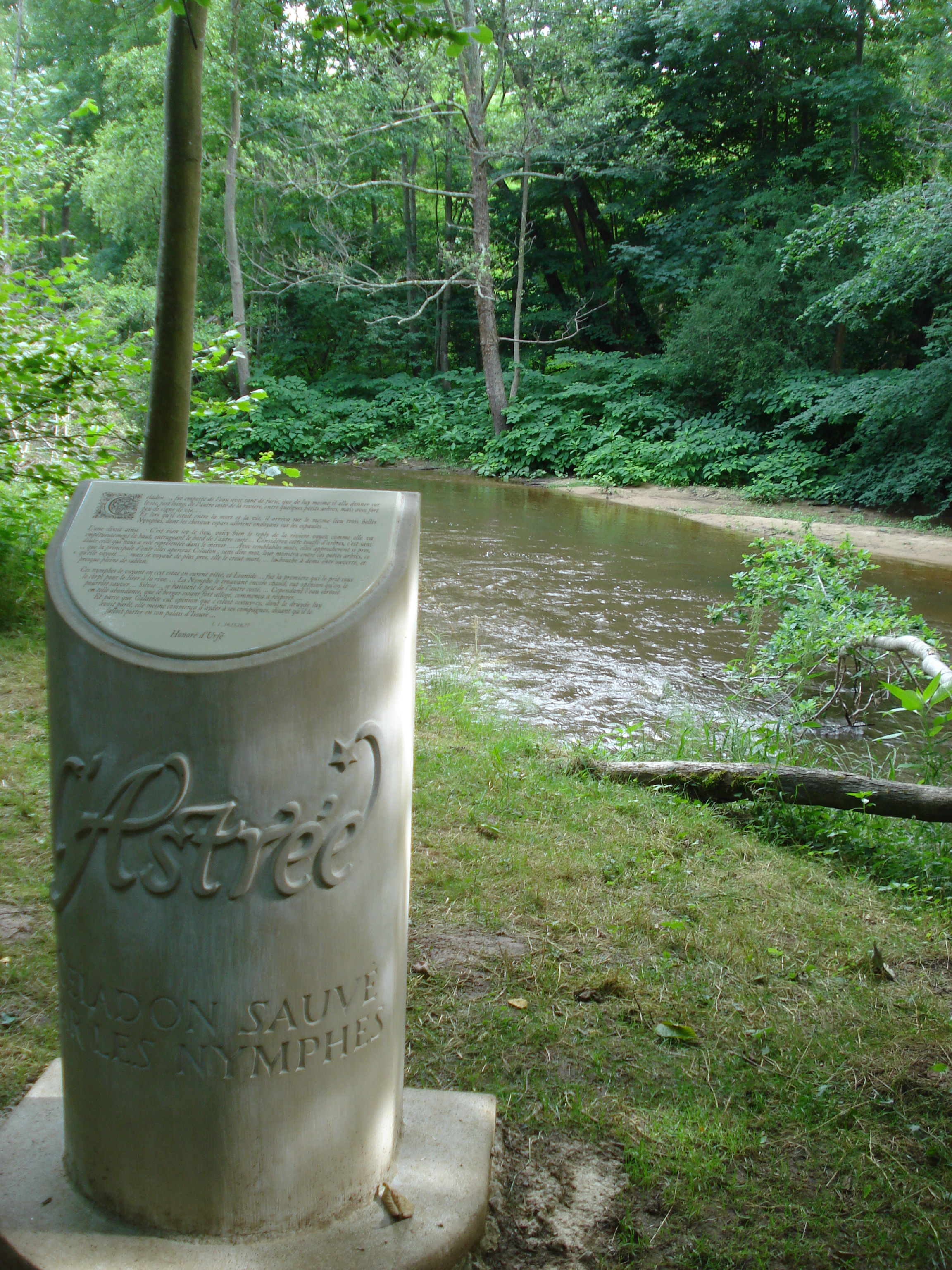
Chemins de l'Astrée, Le Lignon, Celadon salvato dalle ninfe.